# Влайка
Влайка (чеш. Český národně socialistický tábor — Vlajka, дословно Флаг) — чешская национал-социалистическая организация (ČNST-Vlajka).
Движение возникло в 1928 году, когда в Праге стал выходить одноименный журнал, распространяемый среди чешских студентов. Идеологическим лидером был бывший ректор Карлова университета сенатор Франтишек Мареш.
Активизировалось во время Великой депрессии в начале 1930-х, но так и не стало популярным, так как в Чехословакии существовали на то время более авторитетные фашистские партии, такие как Национальное фашистское сообщество Р. Гайды, которые даже получили несколько мест в парламенте.
С 1936 года лидером стал Ян Рыс-Розевач, который пытался создать массовую фашистскую организацию и направить «Влайку» от традиционного чешского антигерманского шовинизма к сотрудничеству с нацистами. В течение 1939—1940 годов он организовывал массовые митинги против политиков Первой Республики Чехословакии и её лидеров в лице Т. Г. Масарик и Э. Бенеша.
в Протекторате Богемии и Моравии Влайка прошла тщательную кадровую и идеологическую перестройку, став пронацистской коллаборационистской организацией, исповедающую радикальную фашистскую идеологию.
После Мюнхенского соглашения в 1938 году организация «Влайка» была официально расформирована, но продолжала действовать нелегально под новым названием «Чешская мафия-Флаг».
Во время Второй республики (1938—1939) атаковали правительство Рудольфа Берана, среди других с антисемитских позиций. Ян Рыс-Розевач критиковал власти протектората Богемии и Моравии.
Тем не менее, немецкие оккупационные власти, решили поддержать группу сторонников Э. Моравца, политического конкурента Яна Рыса-Розевача. Из-за организованного нападения на Э. Моравца организация «Влайка» была расформирована в конце 1942 года, а её лидеры, в том числе и Рыс-Розевач, были отправлены в концлагерь Дахау в качестве привилегированных заключенных.
Хотя партия больше не существовала, её бывшие члены продолжали сотрудничать с гестапо и Службой безопасности (СД). К концу войны они даже создали, так называемую Добровольную роту святого Вацлава, единственное подразделение Ваффен-СС, укомплектованное из добровольцев чешской национальности (которые, тем не менее, никогда не участвовали в сражениях).
После окончания войны Рыс-Розевач и трое его коллег (Йозеф Бурда, Ярослав Чермак и Отакар Поливка) были арестованы и приговорены к смертной казни. Повешены в Панкрацкой тюрьме в Праге в 1946 году.